# Michnovka-Pravy
Přírodní památka Michnovka–Pravy je zvláště chráněné území nalézající se na katastrech vesnic Michnovka a Pravy. Přírodní památka se nachází severozápadně od obce Pravy na výměře 3,37 ha. Jedná se o dvě menší bezodtokové tůně na ploše tvořené částečně spontánně vzniklým lesem a částečně ruderalizovanými travinobylinnými porosty (původně třešňový sad). Na západní straně je lokalita ohraničená silnicí Michnovka–Pravy, z jižní strany dálnicí D11.

## Předmět ochrany
Předmětem ochrany v přírodní památce jsou populace obojživelníků a jejich biotop (stanoviště jejich rozmnožování a zimoviště) zejména čolka velkého (Triturus cristatus) a dalších vzácných a ohrožených druhů živočichů a rostlin. Cílem vyhlášení přírodní památky je zejména zachování vhodných tůněk pro jejich rozmnožování.

## Galerie

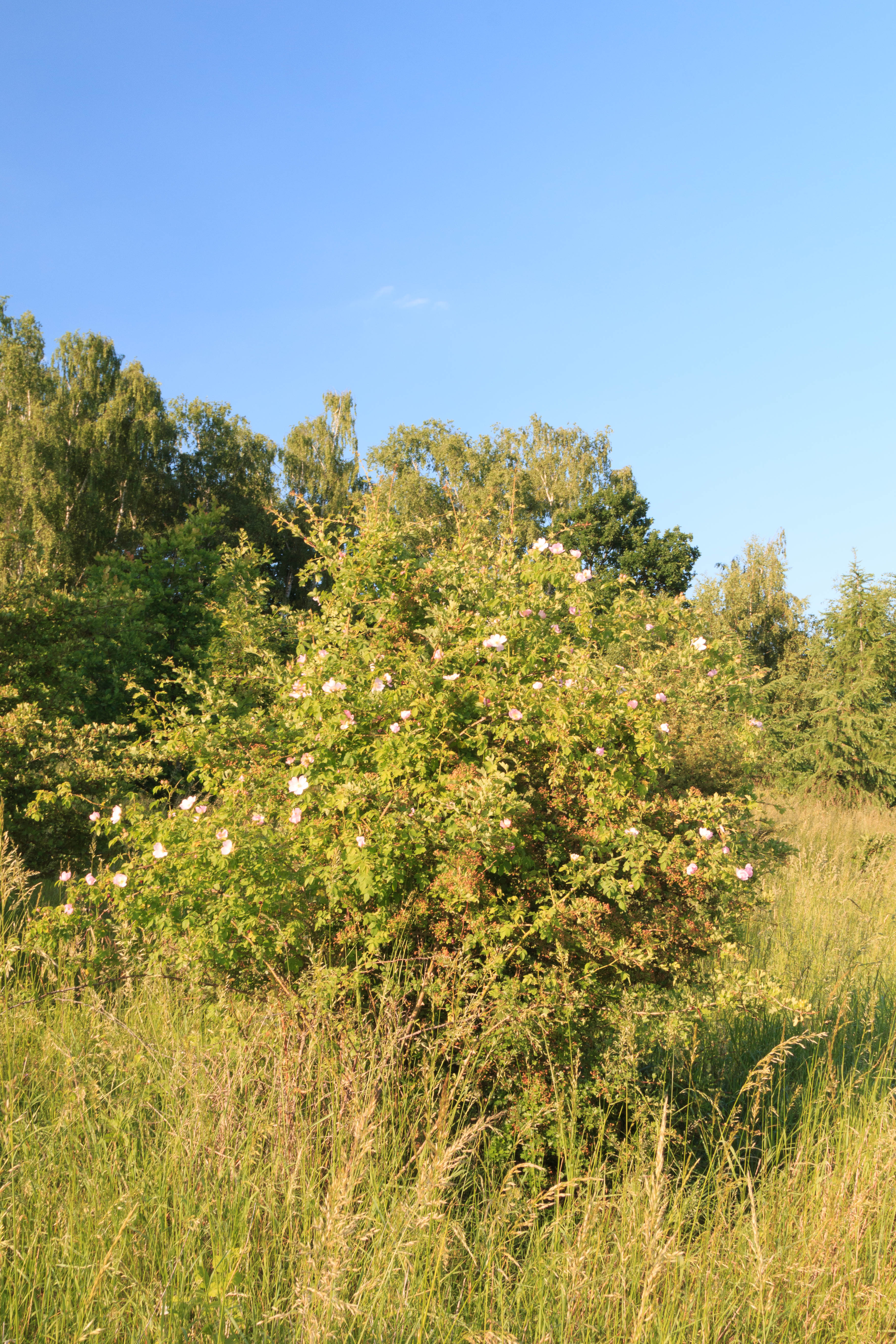
Přírodní památka Michnovka–Pravy
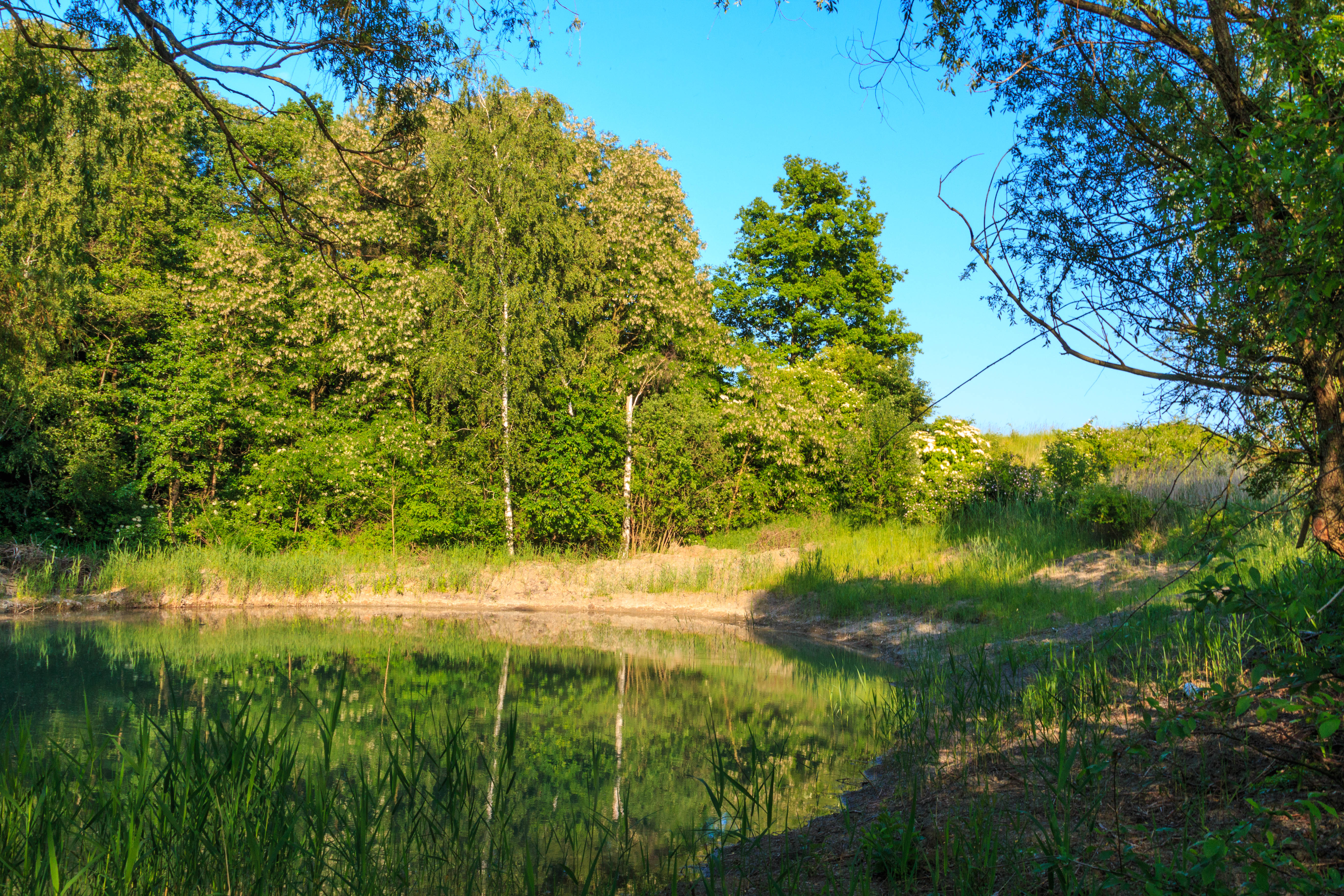
Přírodní památka Michnovka–Pravy
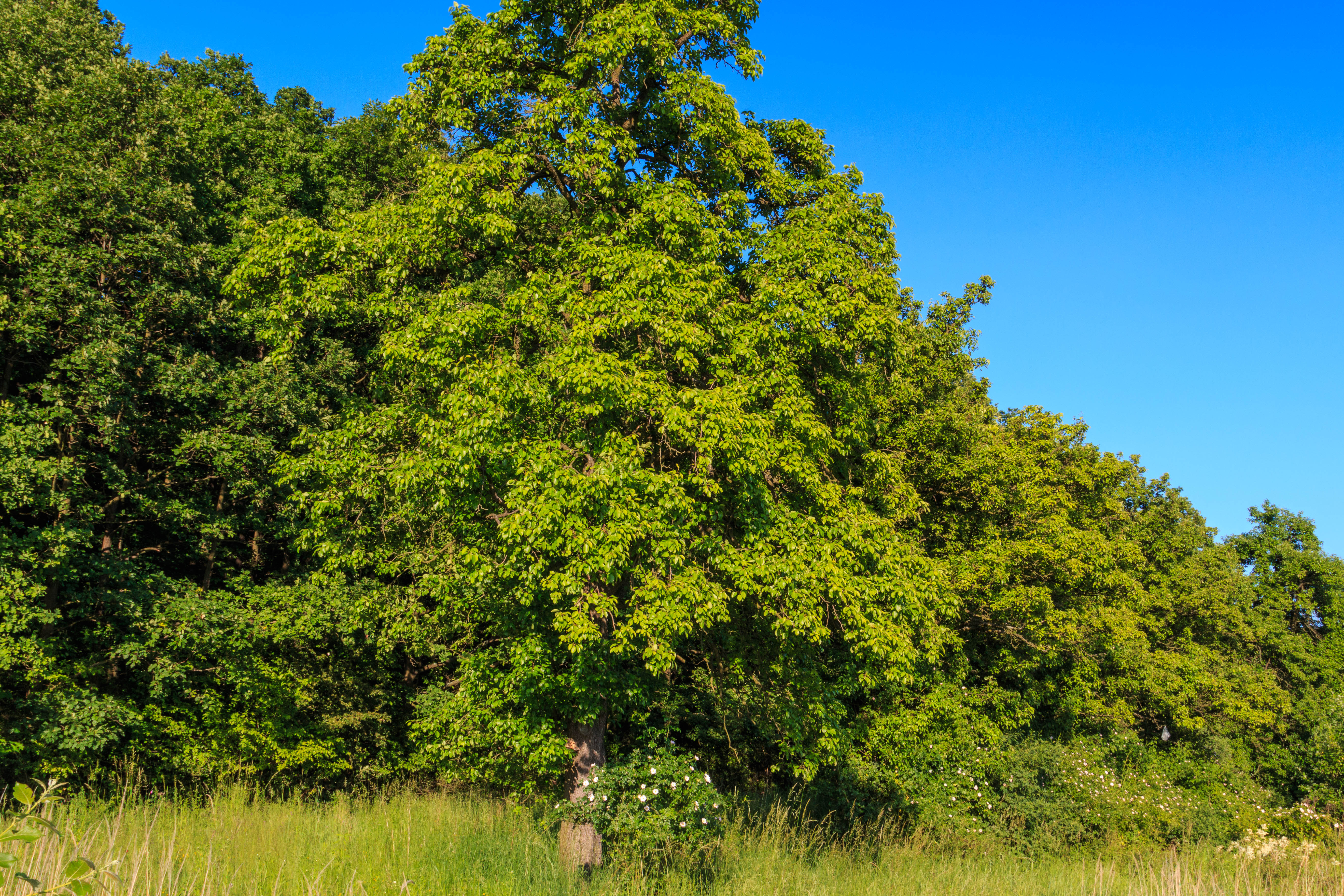
Přírodní památka Michnovka–Pravy
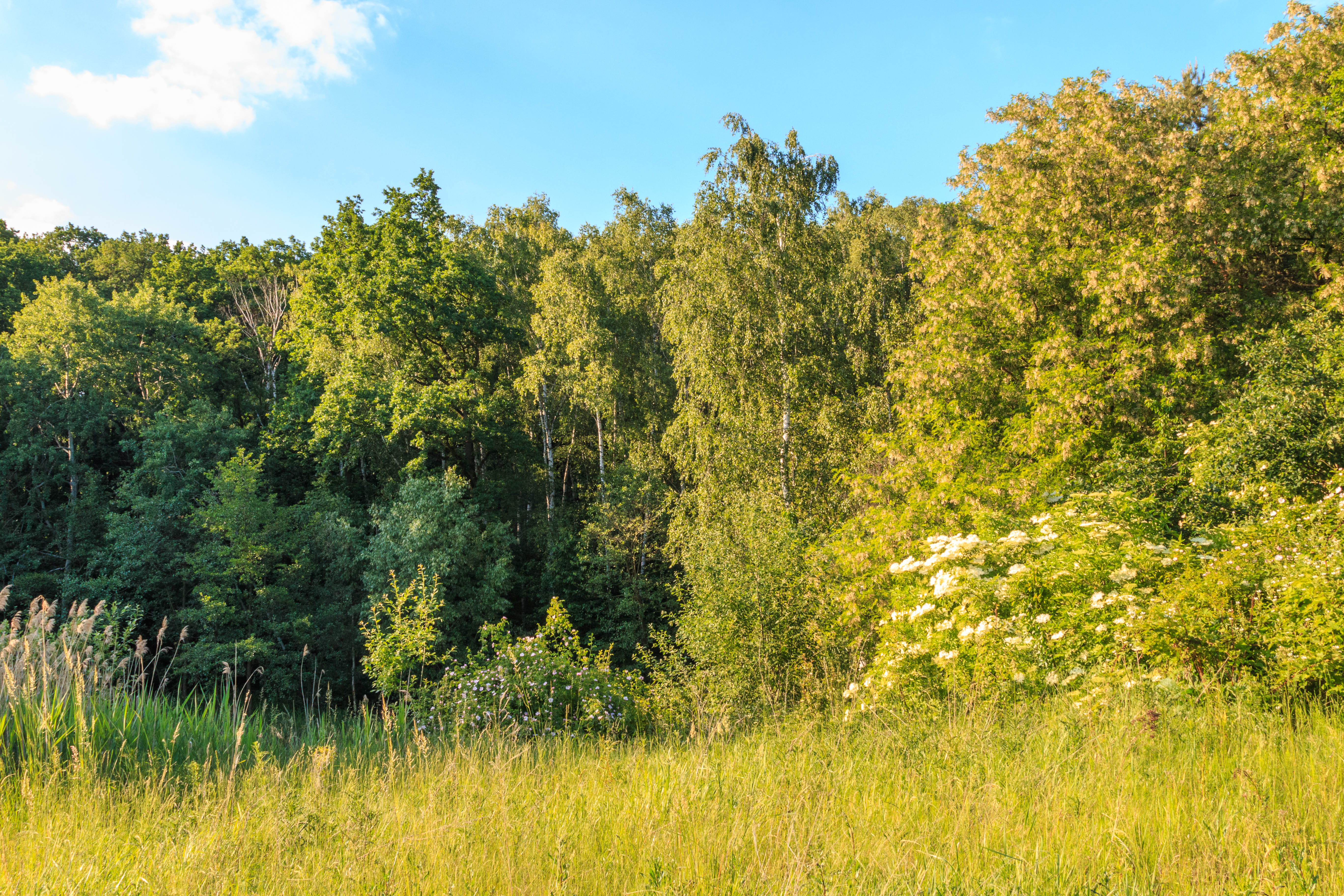
Přírodní památka Michnovka–Pravy